# Sanctuaire de Fatima Masoumeh
Le sanctuaire de Fatima Ma’soumeh (en persan : حرم فاطمه معصومه) est situé à Qom, en Iran. Le sanctuaire compte trois dômes et six minarets. La présence du sanctuaire est une des raisons pour lesquelles Qom est une des villes les plus sacrées en Iran, et pour lesquelles de nombreuses hawzat se trouvent dans cette ville.
Depuis 2004, une représentation du sanctuaire est gravée sur les pièces de 50 rials.
Plusieurs personnes sont enterrées dans le sanctuaire : Fatima Masoumeh et les trois filles du 9e imam, Muhammad al-Jawad. Des chahs de la dynastie des séfévides sont aussi enterrés comme Safi Ier, Abbas II ou Süleyman Ier, des hommes politiques comme Mehdi Bazargan ou des ayatollahs comme Mohammad-Reza Golpaygani, Hossein Ali Montazeri ou Seyyed Hossein Tabatabai Borujerdi.

## Histoire
Fatima al-Maasouma est la fille du septième imam chiite duodécimain Musa al-Kazim et la sœur du 8e imam Ali ar-Rida (ou Reza). Elle est connue et révérée pour sa piété et meurt en 816.
En allant visiter son frère dans le Khorasan, Fatima Mansoumeh et sa caravane sont attaqués par les Abbassides. Fatima est empoisonnée et meurt à Qom. L'imam ar-Rida, frère de Fatima, déclare que ceux qui iront au sanctuaire sont certains d'aller au Paradis. Le cimetière où elle est enterrée devient un lieu de pèlerinage aux IXe et Xe siècles et continue sous les règnes des Timourides et des Aq Qoyunlu. Peu à peu les habitants de Qom construisent un sanctuaire autour du cimetière, puis un dôme.
Qom est attaquée par les Mongols en 1221, puis par les troupes de Tamerlan. En 1519, le dôme est reconstruit par les habitants et le sanctuaire embelli en l'honneur du chah safavide Ismail Ier. La femme d'Ismail fait don de propriétés attenantes au sanctuaire. Sous le règne de son fils, Tahmasp Ier, la chambre funéraire est terminée. Il fait aussi avancer la cour Sud.
Au début du XVIIe siècle, le chah Abbas Ier le Grand souhaite que ses sujets puissent faire leur pèlerinage sans aller à Nadjaf ou Kerbala, deux villes saintes du chi'isme mais sous domination ottomane. Il décide de faire du sanctuaire de Fatima Mansoumeh, un grand sanctuaire et ordonne la construction de plusieurs bâtiments dont une école.
Au début du XIXe siècle, Fath Ali Shah Qajar ordonne la rénovation du sanctuaire et fait dorer le dôme. Le sanctuaire se compose alors d'une chambre funéraire, de trois cours, trois salles de prières, trois dômes et six minarets. La superficie totale du sanctuaire est de 38 000 m2. 
En 2000, le marja Muhammad Taqi Bahjat ordonne la réparation du dôme doré.

Iwans du sanctuaire de Fatima Masoumeh
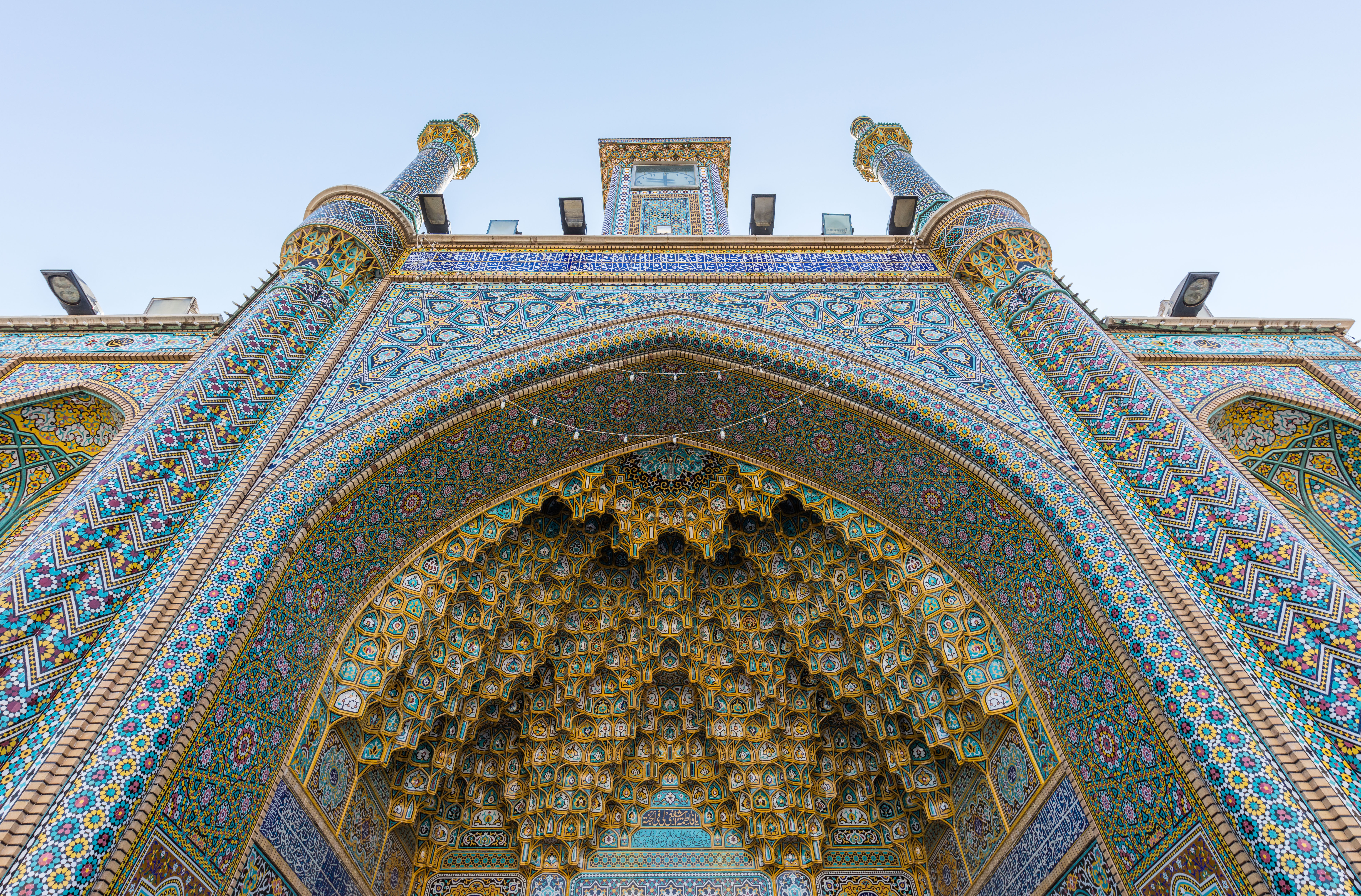
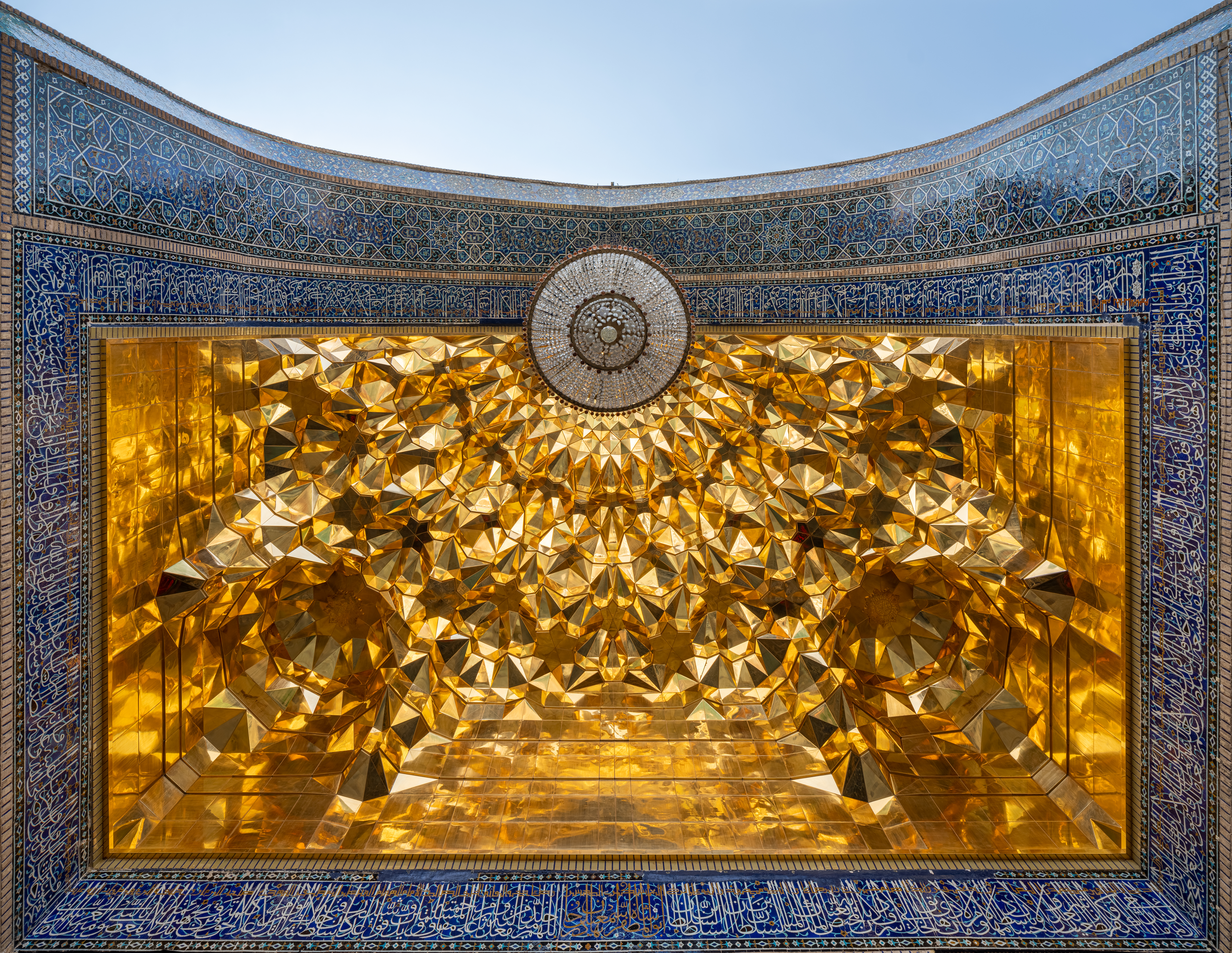

Plafonds du sanctuaire de Fatima Masoumeh

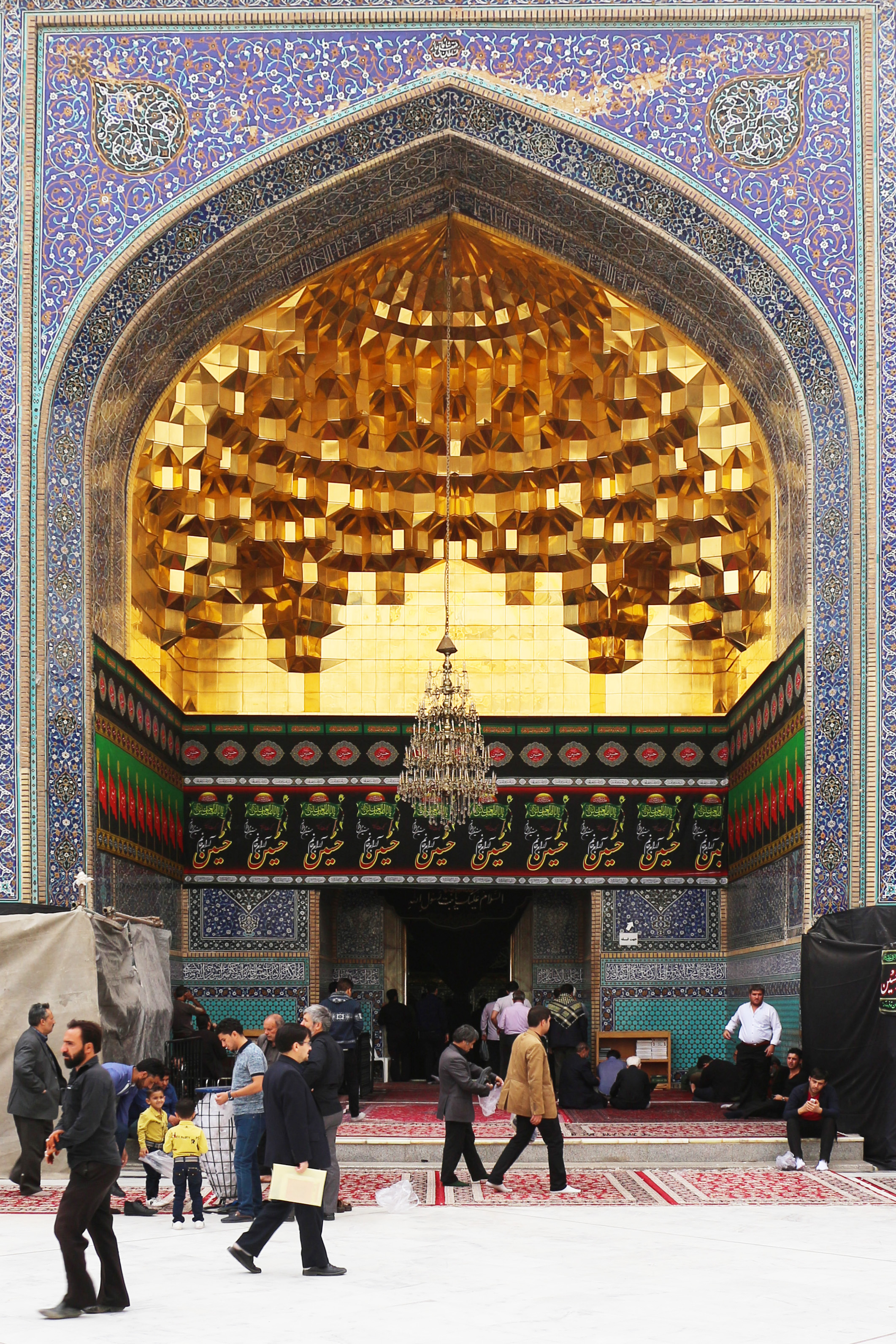
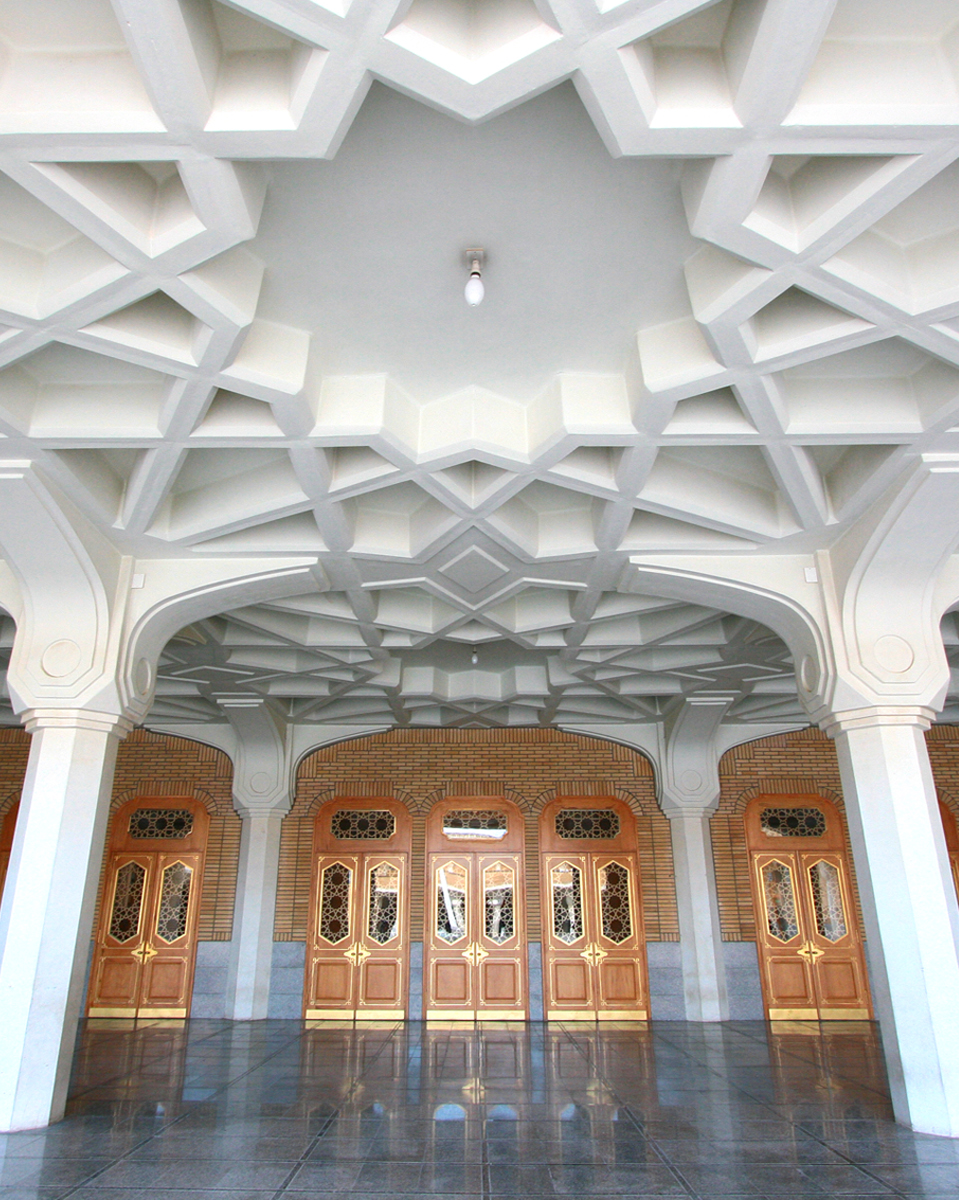
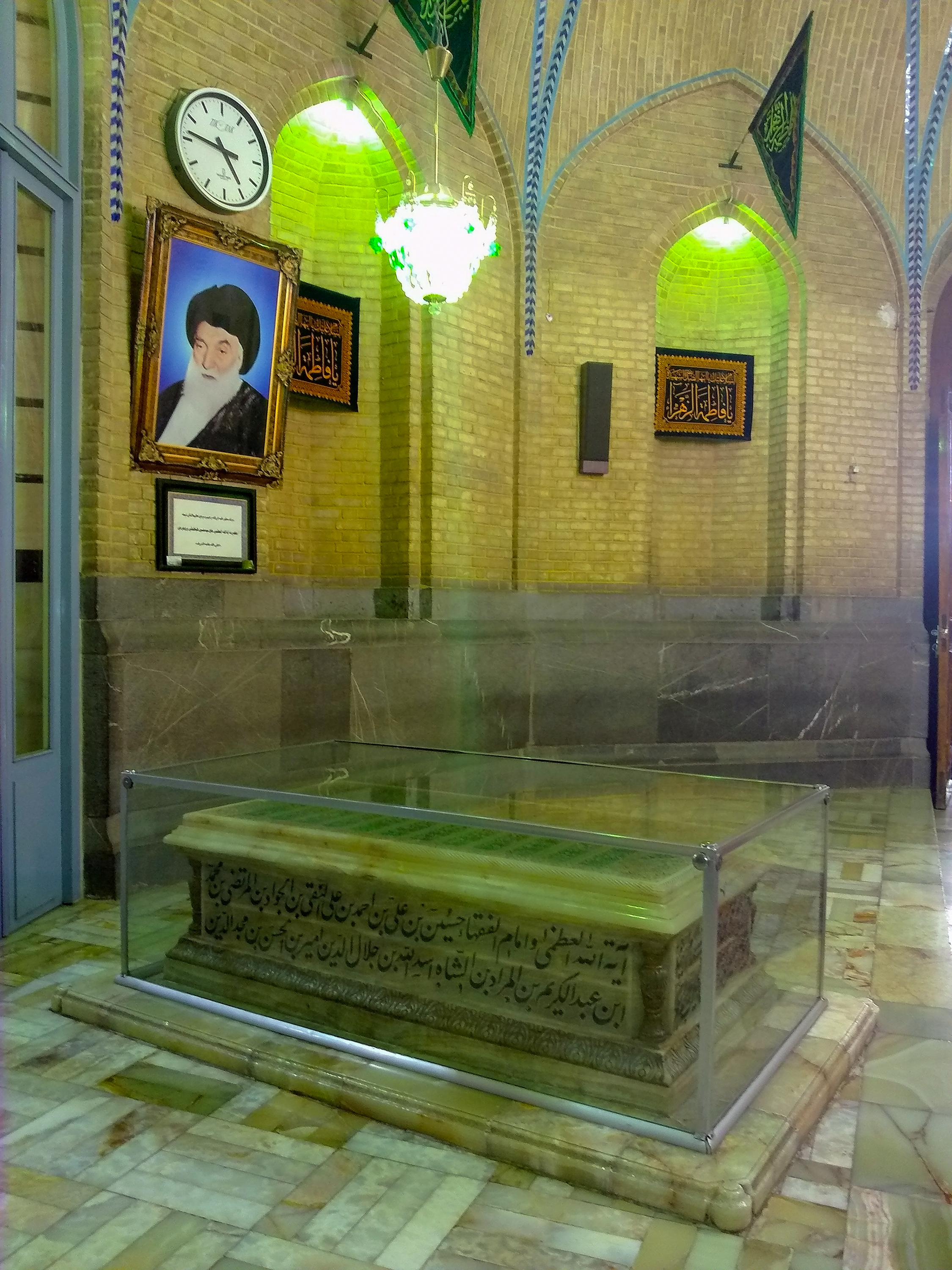
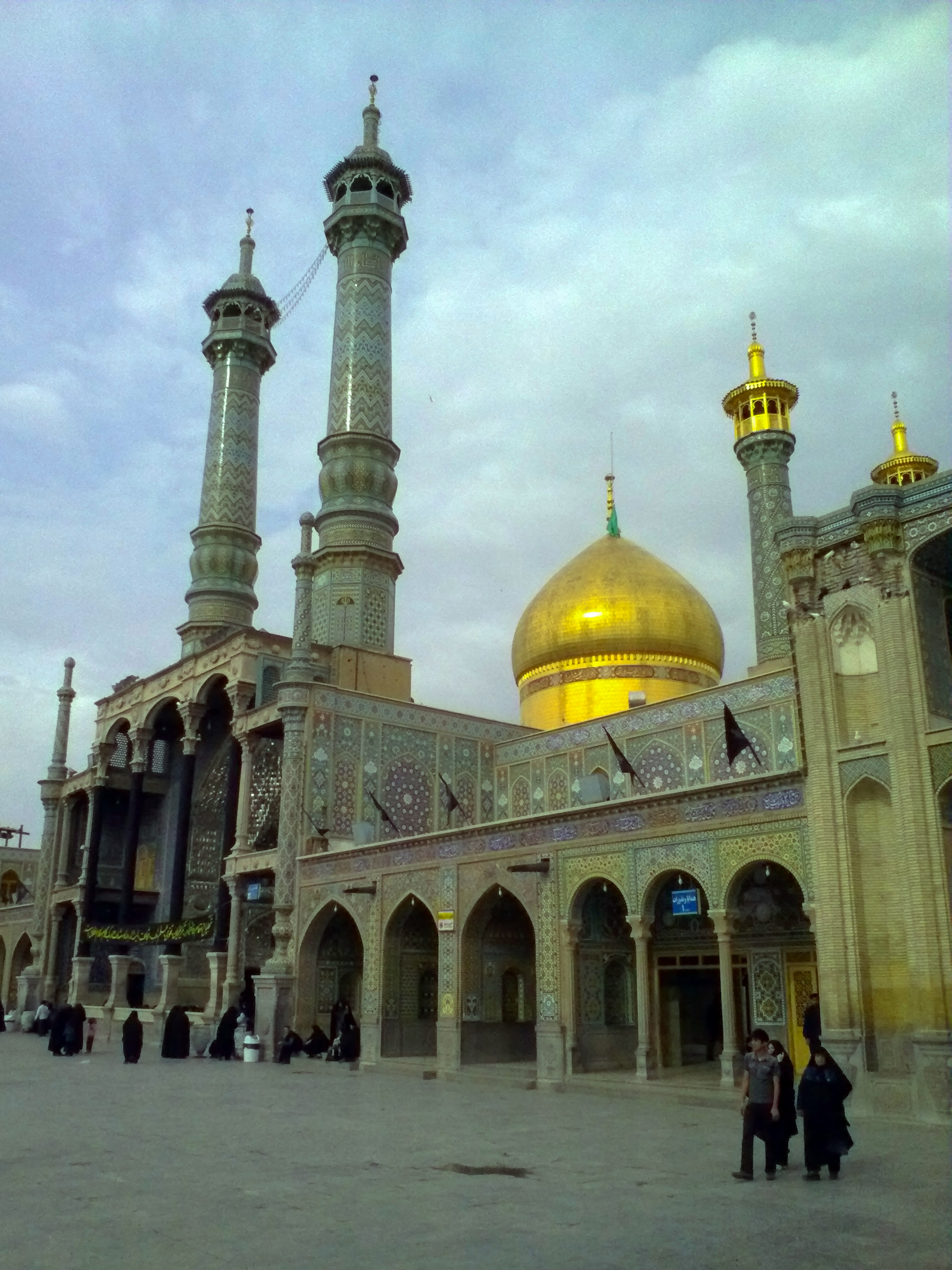
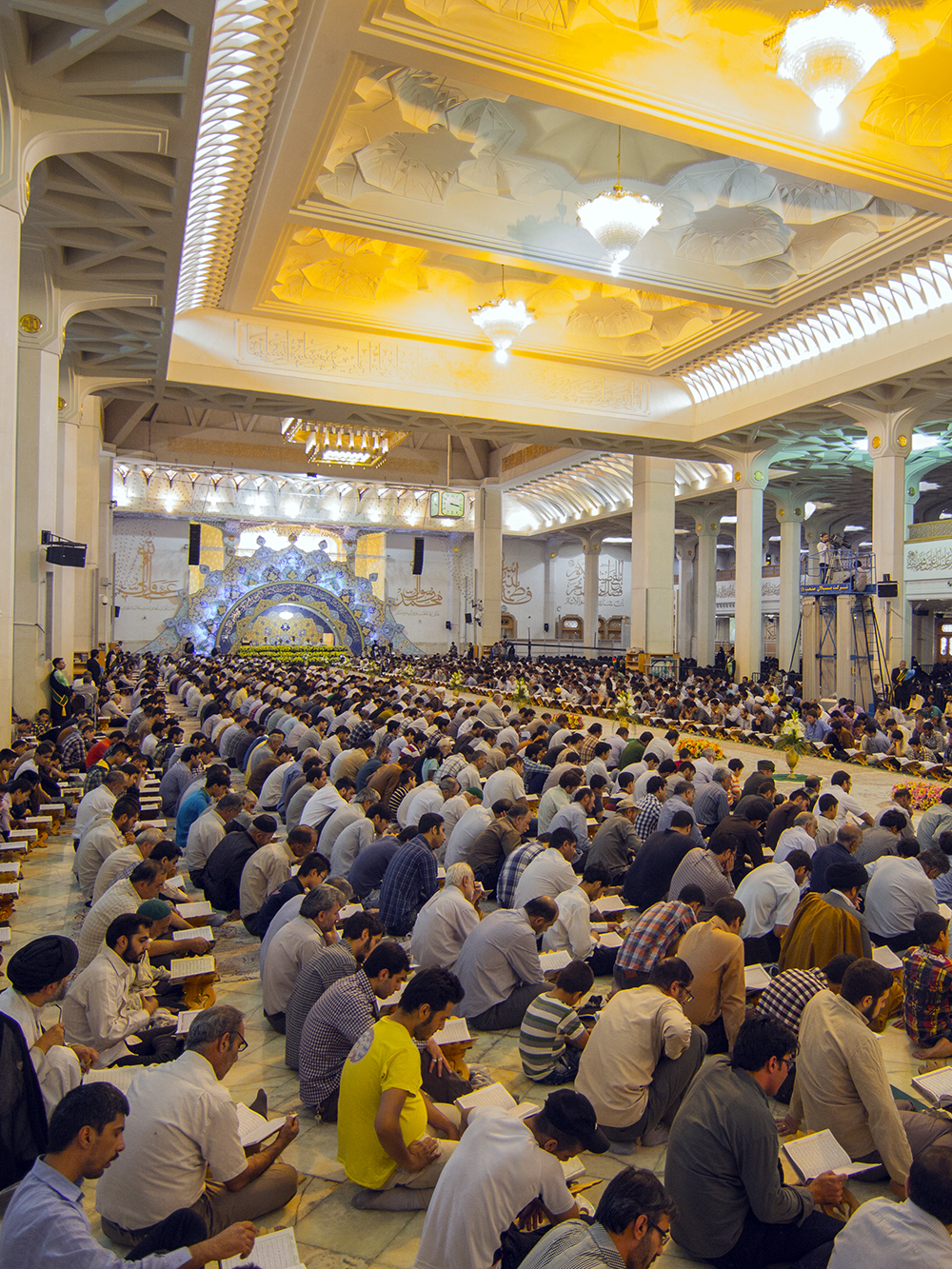
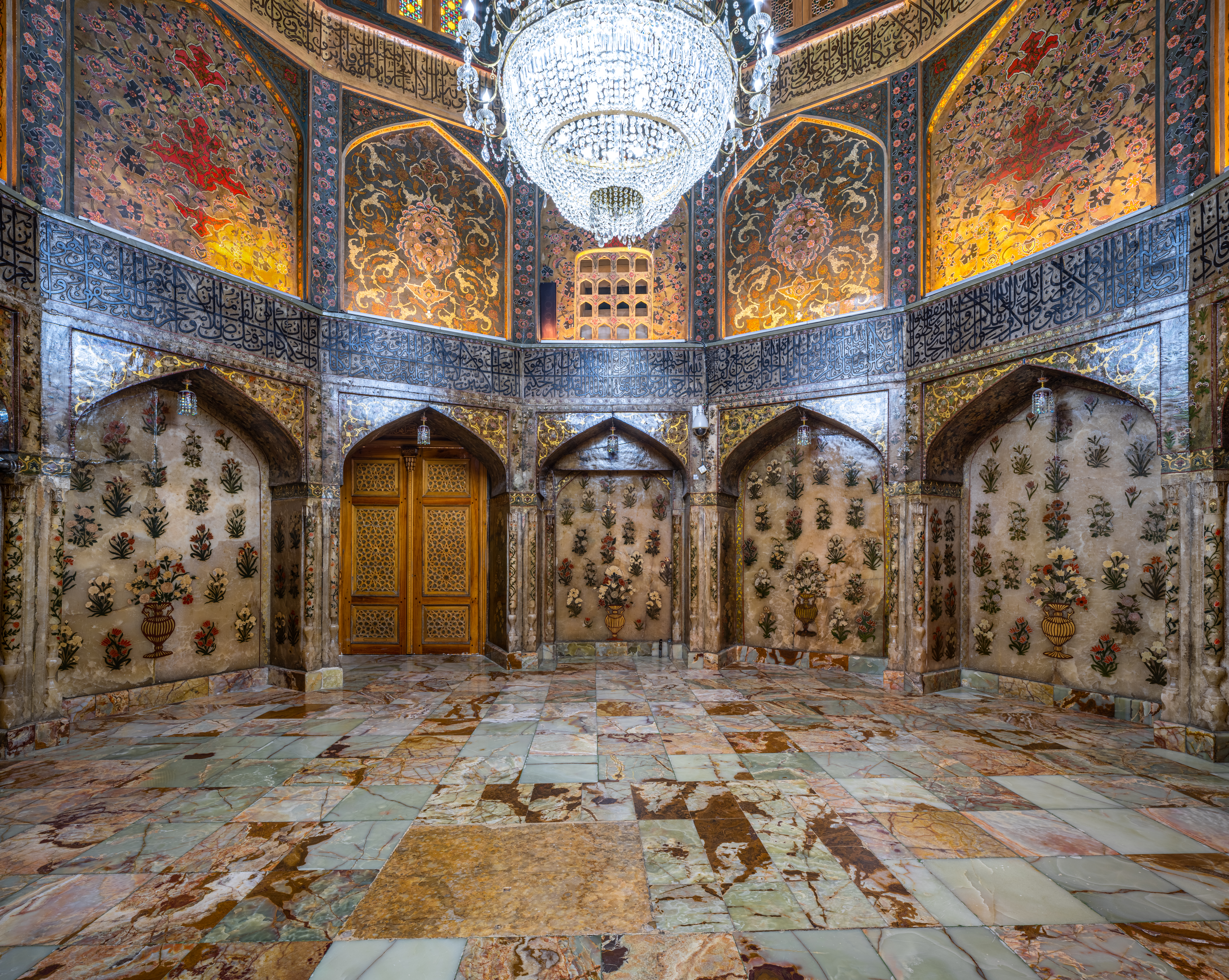
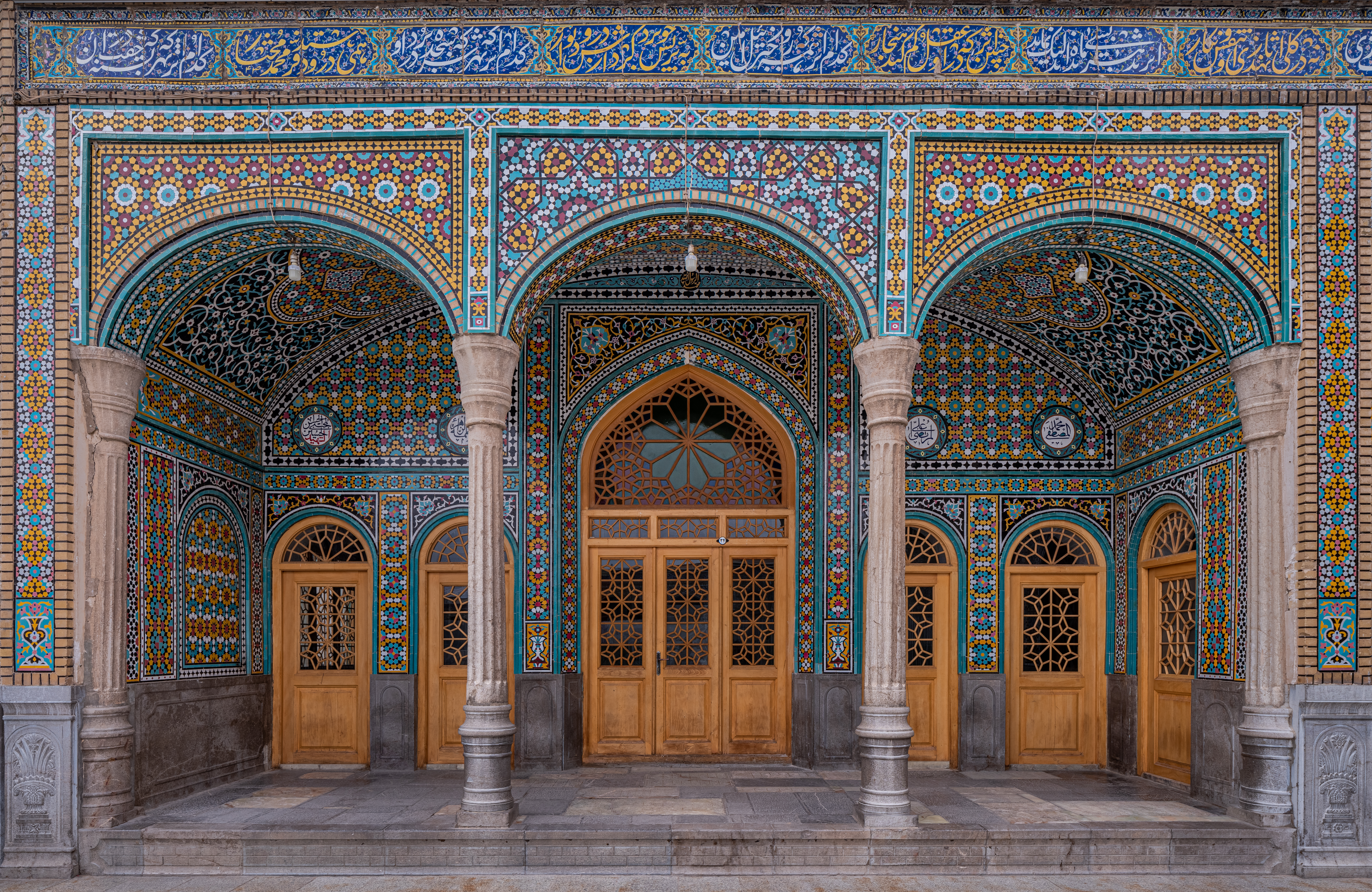
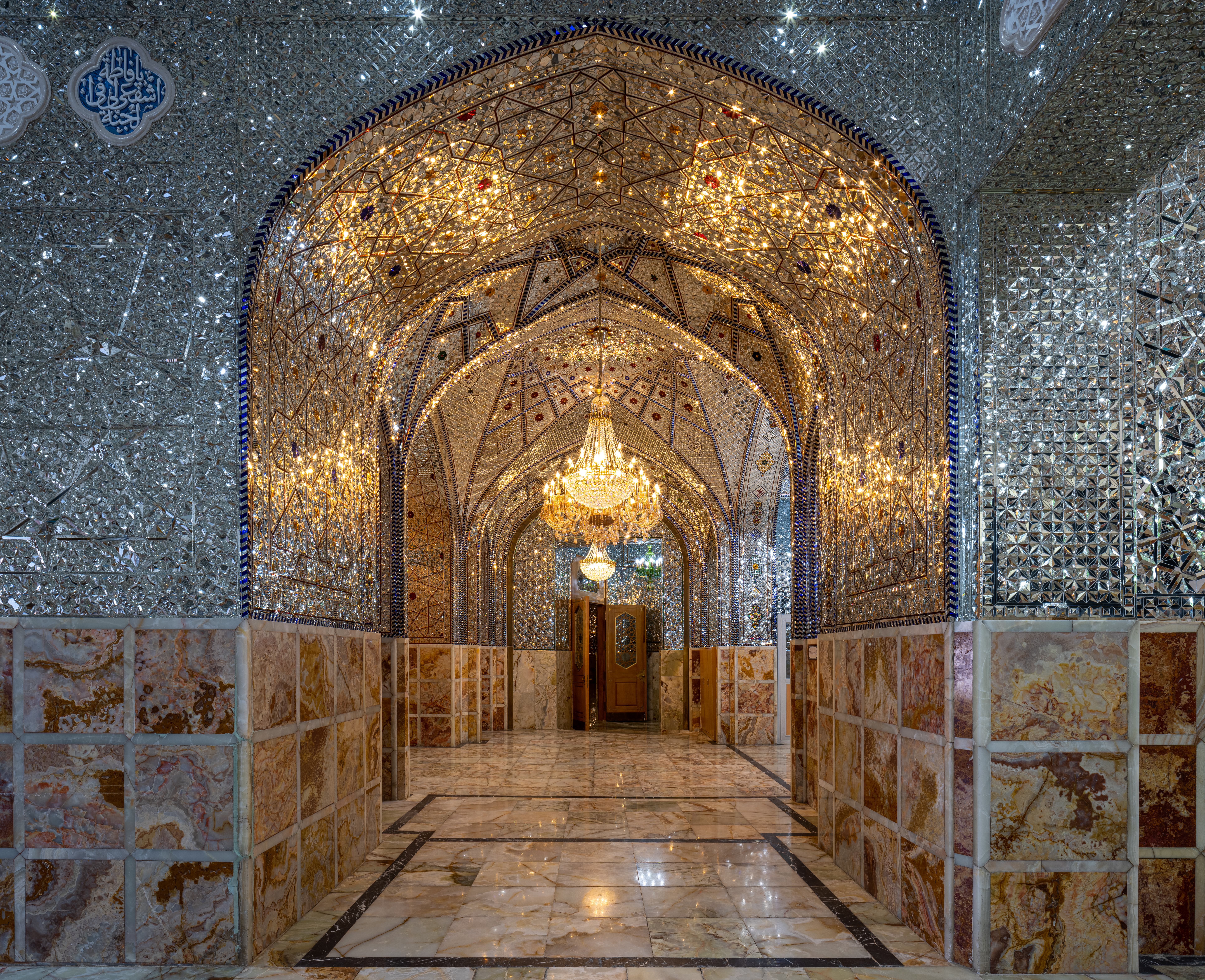
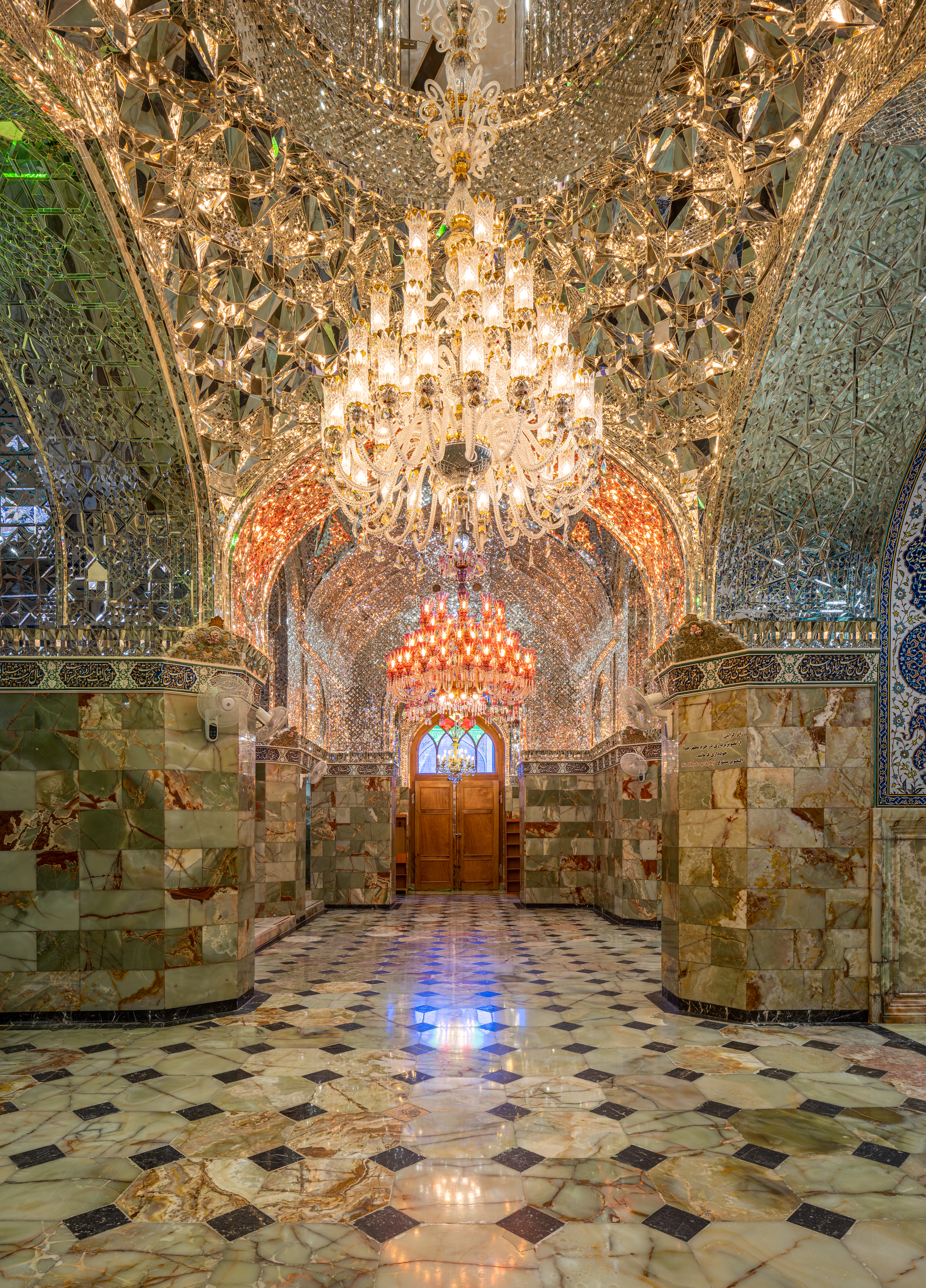
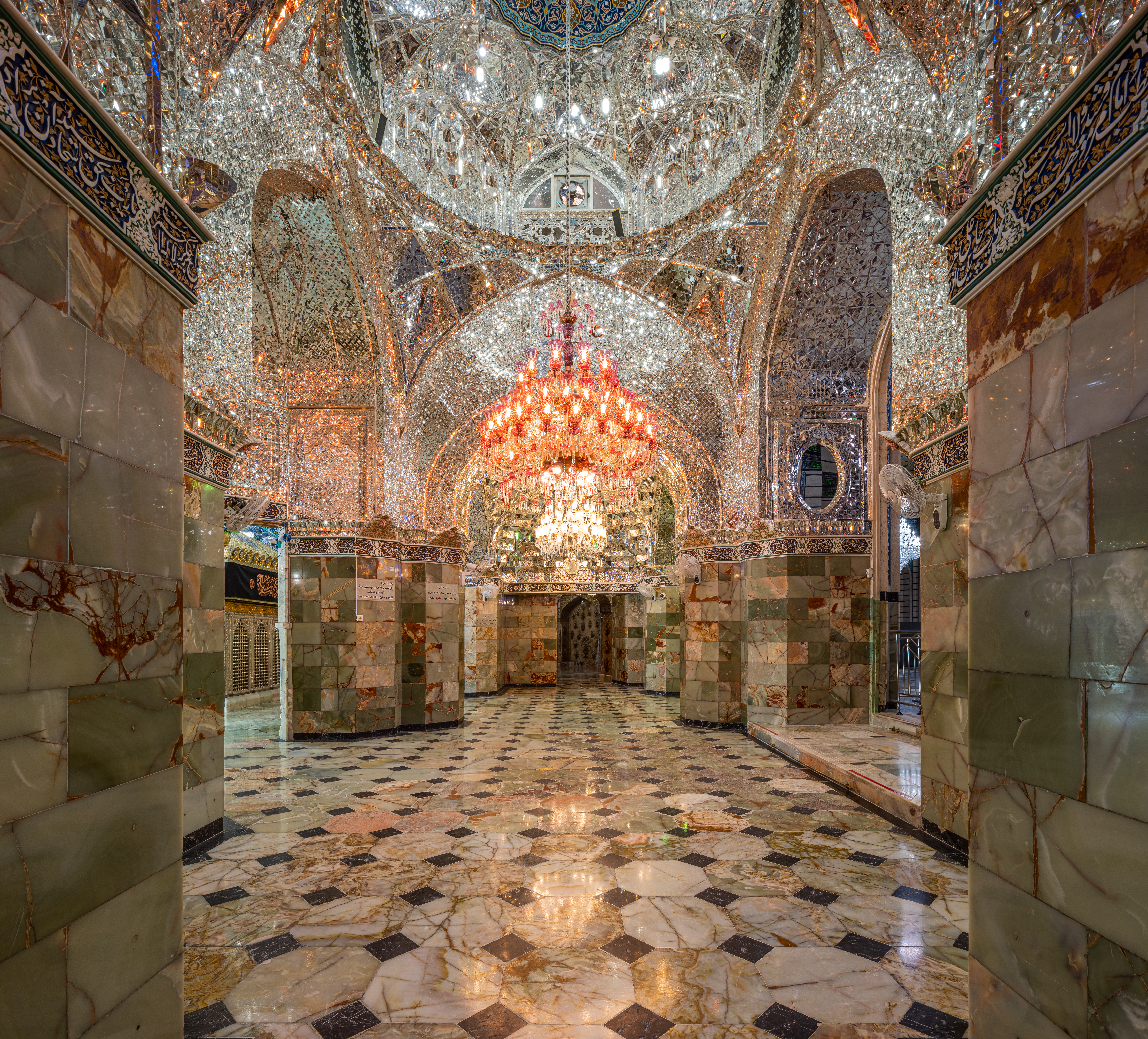
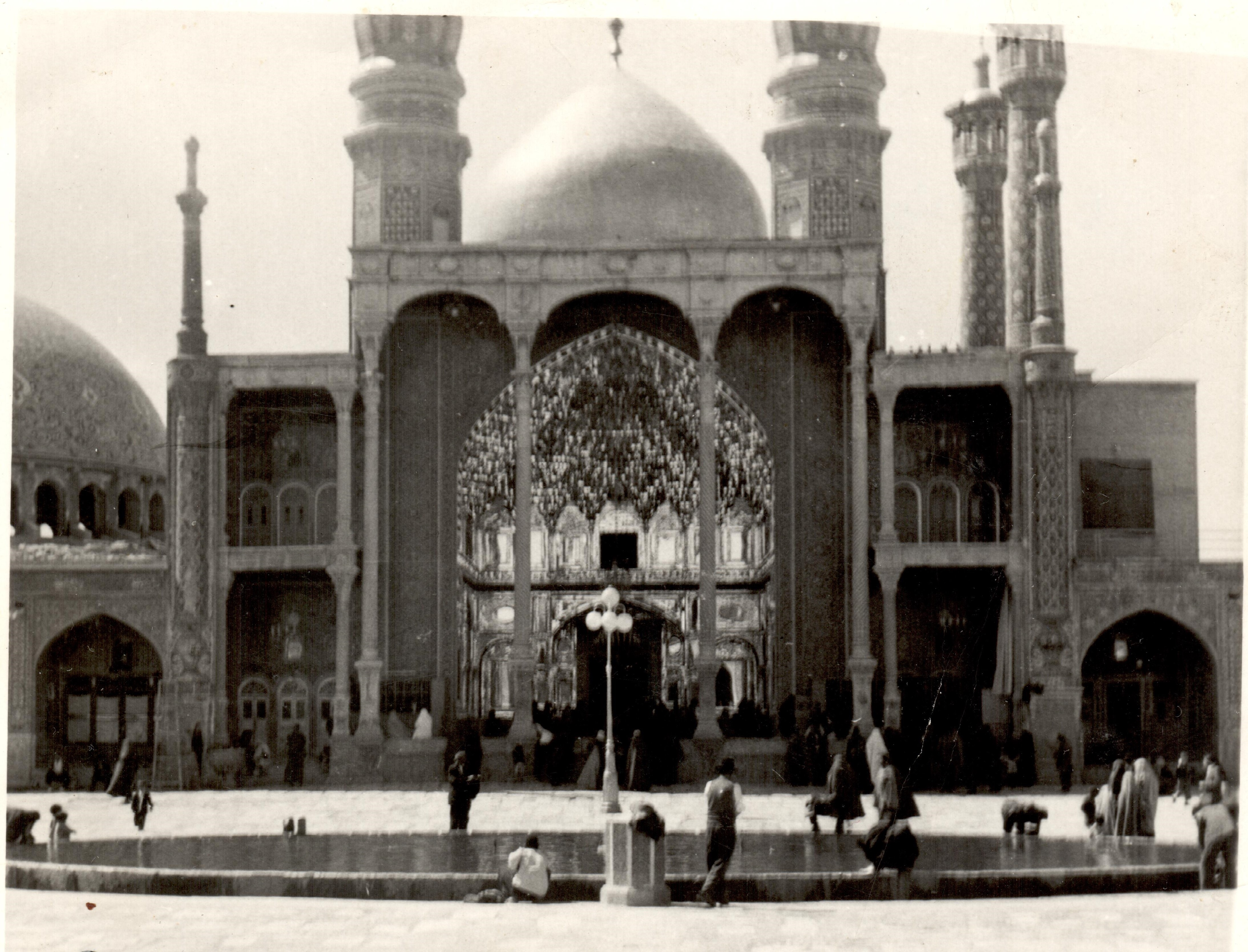
Sanctuaire de Fatima Masoumeh (1955)